# Linia kolejowa nr 379
Linia kolejowa nr 379 – jednotorowa, niezelektryfikowana linia kolejowa znaczenia miejscowego, łącząca rozjazd numer 1 na stacji Cigacice z Sulechowem.
Dawniej linia miała długość 33,936 km i rozpoczynała się na stacji Konotop, lecz odcinek Konotop – Cigacice (-0,696 – 27,530) został rozebrany. Linia na odcinku 27,530 – 31,869 nie jest udostępniana przez PKP PLK.

## Charakterystyka techniczna
Udostępniany odcinek linii jest klasy C3, maksymalny nacisk osi wynosi 221 kN dla lokomotyw oraz 196 kN dla wagonów, a maksymalny nacisk liniowy wynosi 71 kN (na metr bieżący toru). Linia podlega pod obszar konstrukcyjny ekspozytury Centrum Zarządzania Linii Kolejowych Poznań, a także pod Zakład Linii Kolejowych w Zielonej Górze. Linia dostosowana jest do prędkości 40 km/h, a jej prędkość konstrukcyjna wynosi 60 km/h.

## Galeria

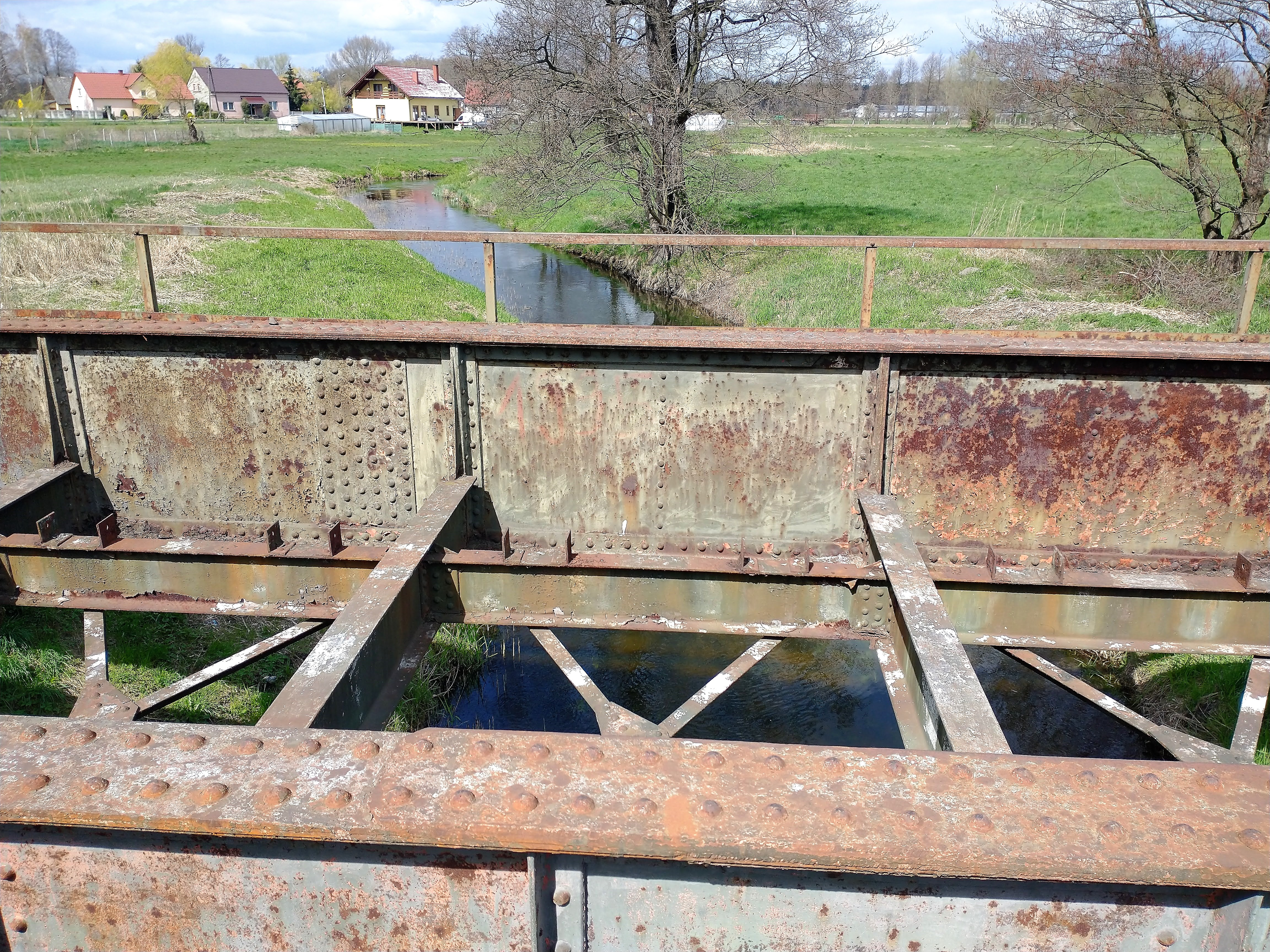
Zniszczony most nad Obrzycą
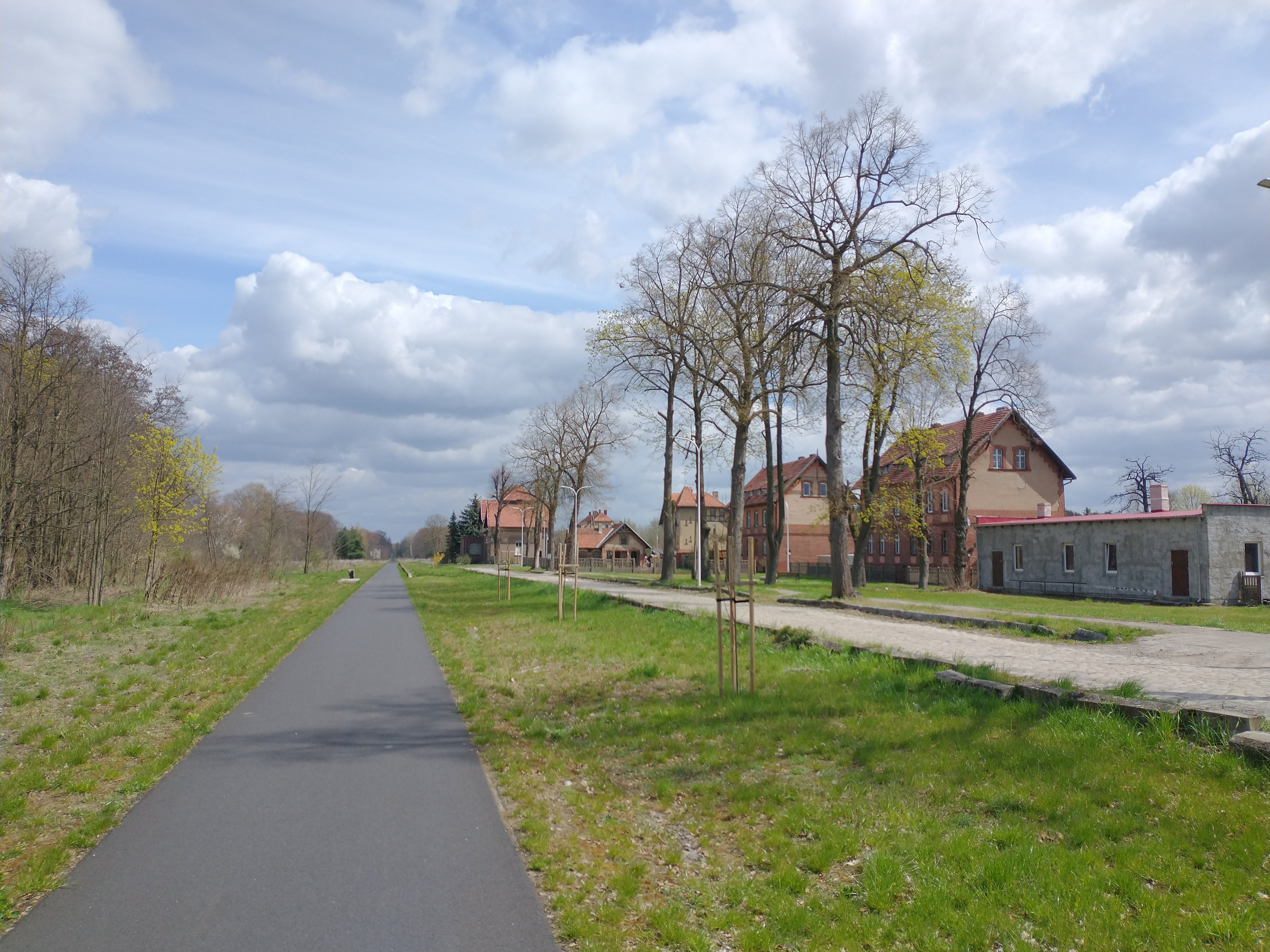
Ścieżka rowerowa nieopodal rozebranego odcinka linii
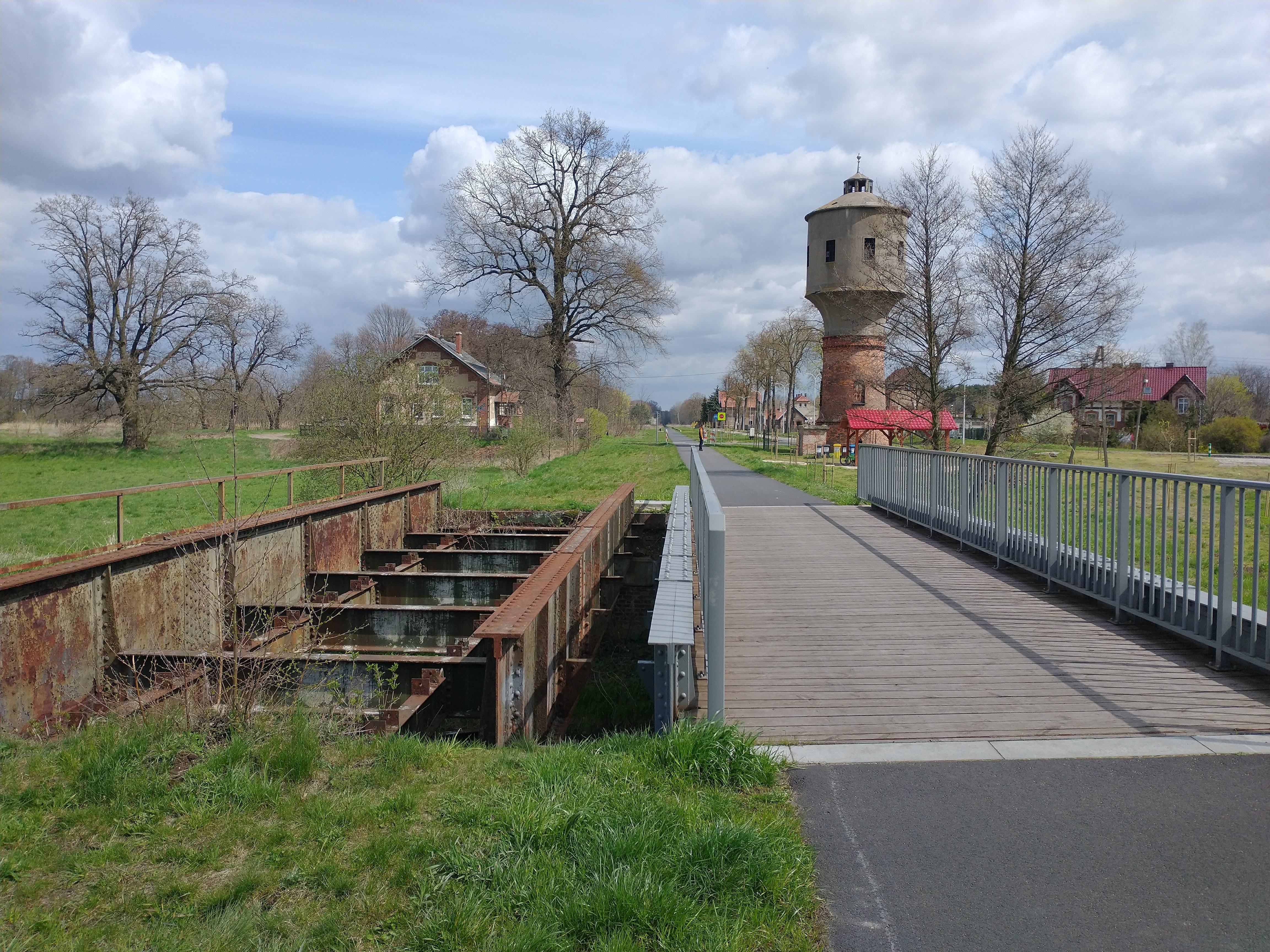
Ścieżka rowerowa obok zniszczonego mostu nad Obrzycą